# José Cos y Macho

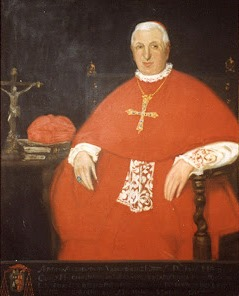
Kardinal Cos y Macho

Kardinalswappen

José María Justo Kardinal Cos y Macho (* 6. August 1838 in Terán, Kantabrien, Spanien; † 17. Dezember 1919 in Valladolid) war Erzbischof von Valladolid.

## Leben
José Cos y Macho besuchte zunächst die Jesuitenschule in Segura und studierte anschließend die Fächer Philosophie und Katholische Theologie in Santander und Salamanca. Er promovierte zum Doktor der Theologie und empfing im Jahre 1862 das Sakrament der Priesterweihe. Nach weiterführenden Studien arbeitete er als Dozent am Seminar von Santander. 1865 wurde er Domkapitular der Kathedrale von Oviedo, 1882 Sekretär der dortigen Kämmerei des Erzbischofs. 1884 erhielt er die Ernennung zum Erzdiakon des Kathedralkapitels von Córdoba.
Am 10. Juni 1886 ernannte ihn Papst Leo XIII. zum Bischof von Mondoñedo. Die Bischofsweihe spendete ihm der Erzbischof von Santiago de Compostela, Victoriano Guisasola y Rodríguez, am 12. September desselben Jahres.
Am 14. Februar 1889 wurde er zum Erzbischof von Santiago de Cuba ernannt. Von 1891 bis zu seinem Tode war José Cos y Macho Senator des Spanischen Königreiches. 1892 ernannte ihn der Papst zum Bischof von Madrid, 1901 zum Erzbischof von Valladolid. Papst Pius X. nahm José Cos y Macho am 27. November 1911 als Kardinalpriester mit der Titelkirche Santa Maria del Popolo in das Kardinalskollegium auf. José Kardinal Cos y Macho nahm am Konklave des Jahres 1914 teil.
Er starb am 17. Dezember 1919 in Valladolid und wurde in der dortigen Kathedrale beigesetzt.